# 슈타이어마르크주

슈타이어마르크 주의 위치

슈타이어마르크주(독일어: Steiermark)는 오스트리아 동남부에 있는 주이다. 면적 16,392km2, 인구 1,203,986(2006). 주도는 그라츠이다. 라틴어 이름인 스티리아(Styria)라고 부르기도 한다.

주기
주 문장

## 개요
오스트리아 동남부에 위치하며, 오버외스터라이히주, 니더외스터라이히주, 케른텐주, 잘츠부르크주, 부르겐란트주와 접하며, 남쪽 경계는 슬로베니아와의 국경을 이룬다.
오스트리아 역사에서 중요한 곳으로, 로마 제국에 속했다가 5세기 이후 독일인이 들어왔다. 프랑크 제국의 영토가 되었고, 10세기 후반 공작령에 속했다가 1180년 슈타이어마르크 공국이 형성되어 20세기까지 유지되었다. 19세기 후반, 공국은 오스트리아헝가리 제국의 한 주를 겸했다. 제1차 세계대전 후 마르부르크(현 슬로베니아의 마리보르)를 중심으로 한 슈타이어마르크의 남부 지방은 새로 형성된 유고슬라비아에 양도되었고, 나머지 지역은 오스트리아 공화국의 한 주가 되었다.
농지와 녹지가 풍부하며, 포도주 생산이 많다. 공업도 크게 발달되어 있으며, 그라츠를 중심으로 한 지역은 최근 비교적 높은 경제 성장률을 기록하고 있다.

## 행정 구역
1개 헌장 도시, 12개 군을 관할한다. 슈타이어마르크주의 주도인 그라츠는 빈 다음가는 오스트리아 제2의 도시이기도 하다.

### 헌장 도시
- 그라츠 (주도)

### 군
- 그라츠움게붕군
- 도이칠란츠베르크군
- 라이프니츠군
- 레오벤군
- 리첸군
- 무라우군
- 무르탈군
- 바이츠군
- 브루크뮈르추슐라크군
- 쥐트오스트슈타이어마르크군
- 포이츠베르크군
- 하르트베르크퓌르스텐펠트군